# Wijken en buurten in Borger-Odoorn
De Nederlandse gemeente Borger-Odoorn is voor statistische doeleinden onderverdeeld in wijken en buurten. De gemeente is verdeeld in de volgende statistische wijken:
- Wijk 00 Borger (CBS-wijkcode:168100)
- Wijk 01 Buinen (CBS-wijkcode:168101)
- Wijk 02 Bronneger (CBS-wijkcode:168102)
- Wijk 03 Drouwen (CBS-wijkcode:168103)
- Wijk 04 Bronnegerveen (CBS-wijkcode:168104)
- Wijk 05 Drouwenerveen (CBS-wijkcode:168105)
- Wijk 06 Drouwenermond (CBS-wijkcode:168106)
- Wijk 07 Nieuw-Buinen (CBS-wijkcode:168107)
- Wijk 08 Buinerveen (CBS-wijkcode:168108)
- Wijk 09 Ees (CBS-wijkcode:168109)
- Wijk 10 Odoorn (CBS-wijkcode:168110)
- Wijk 11 Exloo (CBS-wijkcode:168111)
- Wijk 12 Valthe (CBS-wijkcode:168112)
- Wijk 13 Klijndijk (CBS-wijkcode:168113)
- Wijk 14 Odoornerveen (CBS-wijkcode:168114)
- Wijk 15 2e Exloërmond (CBS-wijkcode:168115)
- Wijk 16 Valthermond (CBS-wijkcode:168116)

Een statistische wijk kan bestaan uit meerdere buurten. Onderstaande tabel geeft de buurtindeling met kentallen volgens het Centraal Bureau voor de Statistiek (2008):
| CBS-buurtcode | Buurtnaam                           | Inwonertal | Opp. totaal (ha) | Opp. land (ha) | Ligging                |
| ------------- | ----------------------------------- | ---------- | ---------------- | -------------- | ---------------------- |
| BU16810000    | Borger                              | 4690       | 290              | 287            | Locatie in de gemeente |
| BU16810001    | Westdorp                            | 90         | 42               | 41             | Locatie in de gemeente |
| BU16810007    | Verspreide huizen Ellertshaar       | 30         | 122              | 109            | Locatie in de gemeente |
| BU16810008    | Verspreide huizen Westdorp          | 50         | 758              | 729            | Locatie in de gemeente |
| BU16810009    | Verspreide huizen Borger            | 130        | 1234             | 1219           | Locatie in de gemeente |
| BU16810100    | Buinen                              | 770        | 118              | 118            | Locatie in de gemeente |
| BU16810109    | Verspreide huizen Buinen            | 60         | 1346             | 1343           | Locatie in de gemeente |
| BU16810200    | Bronneger                           | 100        | 42               | 42             | Locatie in de gemeente |
| BU16810209    | Verspreide huizen Bronneger         | 0          | 244              | 244            | Locatie in de gemeente |
| BU16810300    | Drouwen                             | 460        | 73               | 73             | Locatie in de gemeente |
| BU16810309    | Verspreide huizen Drouwen           | 60         | 1316             | 1314           | Locatie in de gemeente |
| BU16810409    | Verspreide huizen Bronnegerveen     | 90         | 709              | 703            | Locatie in de gemeente |
| BU16810500    | Drouwenerveen                       | 230        | 126              | 125            | Locatie in de gemeente |
| BU16810509    | Verspreide huizen Drouwenerveen     | 20         | 193              | 192            | Locatie in de gemeente |
| BU16810600    | Drouwenermond                       | 530        | 161              | 161            | Locatie in de gemeente |
| BU16810609    | Verspreide huizen Drouwenermond     | 30         | 1192             | 1185           | Locatie in de gemeente |
| BU16810700    | Nieuw-Buinen                        | 5020       | 463              | 463            | Locatie in de gemeente |
| BU16810709    | Verspreide huizen Nieuw-Buinen      | 0          | 1834             | 1794           | Locatie in de gemeente |
| BU16810800    | Buinerveen                          | 440        | 117              | 116            | Locatie in de gemeente |
| BU16810809    | Verspreide huizen Buinerveen        | 0          | 652              | 649            | Locatie in de gemeente |
| BU16810900    | Ees                                 | 330        | 63               | 63             | Locatie in de gemeente |
| BU16810901    | Eesergroen                          | 70         | 46               | 46             | Locatie in de gemeente |
| BU16810907    | Verspreide huizen Eeserveen         | 160        | 622              | 622            | Locatie in de gemeente |
| BU16810908    | Verspreide huizen Eesergroen        | 80         | 573              | 572            | Locatie in de gemeente |
| BU16810909    | Verspreide huizen Ees               | 40         | 737              | 737            | Locatie in de gemeente |
| BU16811000    | Odoorn                              | 1860       | 204              | 204            | Locatie in de gemeente |
| BU16811009    | Verspreide huizen Odoorn            | 30         | 1485             | 1485           | Locatie in de gemeente |
| BU16811100    | Exloo                               | 1640       | 210              | 210            | Locatie in de gemeente |
| BU16811109    | Verspreide huizen Exloo             | 90         | 1664             | 1655           | Locatie in de gemeente |
| BU16811200    | Valthe                              | 1100       | 136              | 136            | Locatie in de gemeente |
| BU16811209    | Verspreide huizen Valthe            | 160        | 898              | 897            | Locatie in de gemeente |
| BU16811300    | Klijndijk                           | 760        | 146              | 145            | Locatie in de gemeente |
| BU16811309    | Verspreide huizen Klijndijk         | 60         | 595              | 590            | Locatie in de gemeente |
| BU16811400    | Odoornerveen                        | 350        | 189              | 180            | Locatie in de gemeente |
| BU16811409    | Verspreide huizen Odoornerveen      | 50         | 1030             | 1026           | Locatie in de gemeente |
| BU16811500    | 2e Exloërmond                       | 2430       | 387              | 371            | Locatie in de gemeente |
| BU16811501    | 1e Exloërmond                       | 390        | 233              | 230            | Locatie in de gemeente |
| BU16811502    | Exloërveen                          | 60         | 85               | 85             | Locatie in de gemeente |
| BU16811509    | Verspreide huizen Tweede Exloërmond | 40         | 3498             | 3435           | Locatie in de gemeente |
| BU16811600    | Valthermond                         | 3490       | 592              | 582            | Locatie in de gemeente |
| BU16811601    | Zandberg                            | 60         | 60               | 60             | Locatie in de gemeente |
| BU16811602    | 2e Valthermond                      | 60         | 90               | 90             | Locatie in de gemeente |
| BU16811609    | Verspreide huizen Valthermond       | 80         | 3222             | 3194           | Locatie in de gemeente |